# 尤勒斯·韦登博斯大桥
尤勒斯·韦登博斯大桥，又称“苏里南大桥”，是跨越苏里南河连接苏里南首都帕拉马里博和科默韦讷区梅爾佐格的一座桥梁。该桥是东西走廊的一部分，其得名于前总统尤勒斯·韦登博斯。该桥由荷兰Ballast-Nedam公司建造，全长1504米，设双向两车道，于2000年5月20日开通。

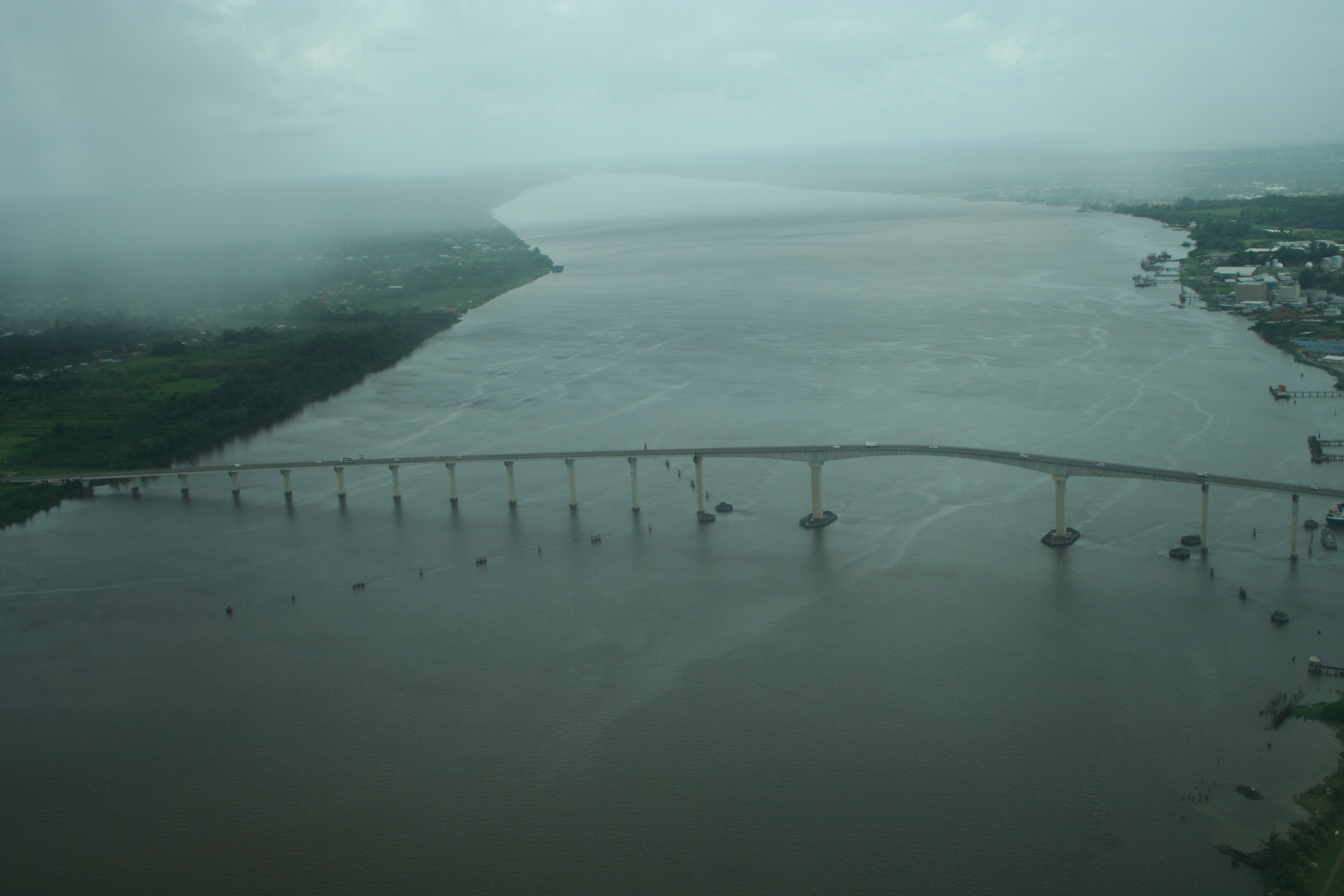
俯瞰大桥
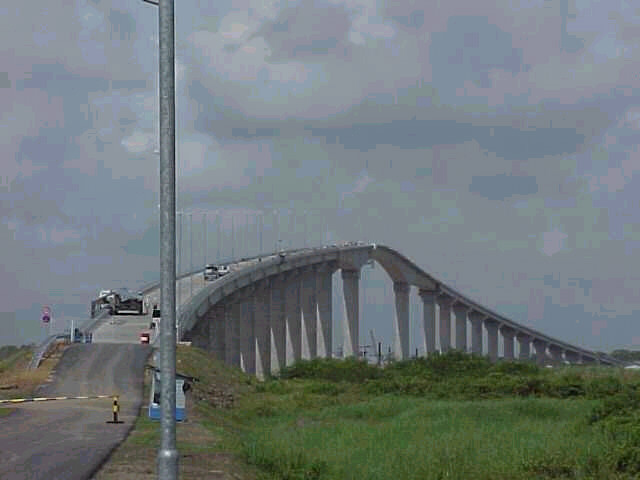
大桥的一侧
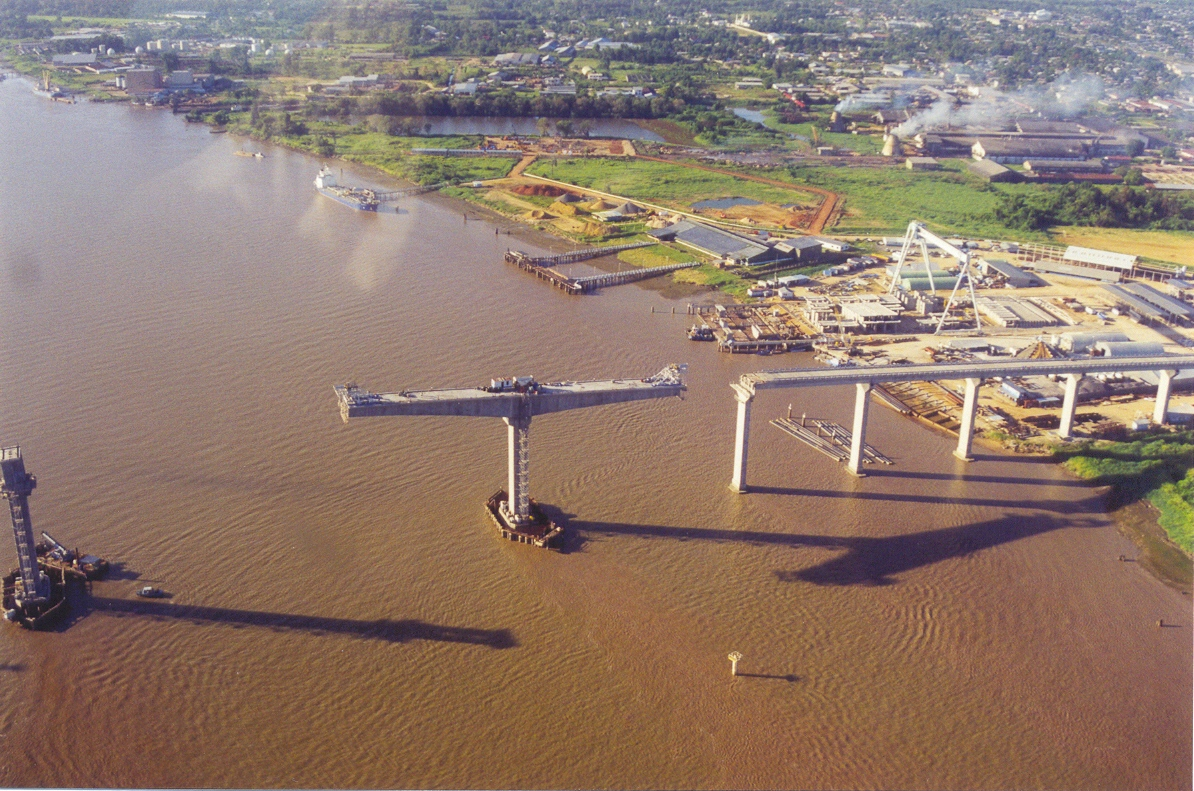
建设中 (1999年)
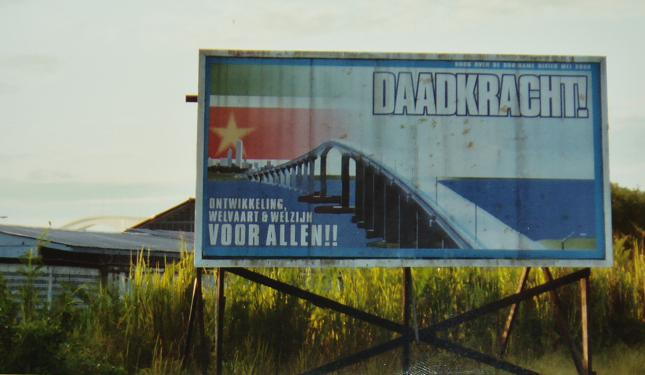
宣传海报